# Летняя (река, впадает в Кандалакшский залив)
Летняя — река в России, протекает по территории Лоухского района Карелии. Впадает в пролив Глубокая Салма на юге Кандалакшского залива Белого моря. Длина реки — 21 км.
Летняя берёт начало из озера без названия на высоте 73,4 над уровнем моря.
В среднем течении Летняя протекает озёра Верхнее Летнее и Нижнее Летнее.

## Данные водного реестра
По данным государственного водного реестра России относится к Баренцево-Беломорскому бассейновому округу, водохозяйственный участок реки — реки бассейна Белого моря от западной границы бассейна реки Нива до северной границы бассейна реки Кемь, без реки Ковда. Речной бассейн реки — бассейны рек Кольского полуострова и Карелии, впадающих в Белое море.
Код объекта в государственном водном реестре — 02020000712102000001882.